# Озерпах
Озерпа́х — посёлок в Николаевском районе Хабаровского края. Административный центр Озерпахского сельского поселения.

## География
Посёлок находится на берегу Амурского лимана, на расстоянии 39 км к юго-востоку от города Николаевск-на-Амуре, административного центра района.

## История
Основан в 1907 году. В 1912 году купцом Мейером Лори в посёлке построен рыбообрабатывающий плот. В 1926—1969 годах действовал рыбокомбинат «Озерпах».

## Экономика
Основу экономики посёлка составляет рыбообработка. В посёлке расположен один из участков рыболовецкой артели «Пуир».

## Население
| 1992 | 2002 | 2010 | 2011 | 2012 | 2021 |
| ---- | ---- | ---- | ---- | ---- | ---- |
| 549  | ↘330 | ↘235 | ↘233 | ↘230 | ↘140 |

## Улицы
| - ул. Амурская, - ул. Гагарина, - ул. Мира, - ул. Набережная, | - ул. Невельского, - ул. Пушкина, - ул. Школьная, - ул. Юбилейная. |

## Известные уроженцы
- Крестов, Павел Витальевич (род. 1967) — российский учёный-геоботаник. Доктор биологических наук.